# Daniel Carpentier
Pour les articles homonymes, voir Carpentier.
Daniel René Carpentier est un footballeur français né le 19 février 1927 à Hirson (Aisne) et mort le 18 octobre 2004 à Saint-Dizier (Haute-Marne). Il mesurait 1,72 m pour 70 kg.
Il était défenseur à Sedan, Forbach et Nantes.

## Biographie
En juillet 1950, il rejoint Sedan en provenance du RC Paris. Après avoir remporté à trois reprises, en CFA, le titre de champion du groupe Nord, Daniel Carpentier passa pro en juin 1953.
Il a été sélectionné en équipe de France amateur par Jean Rigal (l'entraîneur était Louis Dugauguez) ainsi qu'en équipe de France B, en 1955, lors d'un match contre la Sarre, à Sarrebruck (victoire 7-5). En 1954, il fait ses débuts avec l'équipe de France A, lors d'un match nul 3-3 contre la Belgique.
En 1967, après six années en tant qu'entraîneur-joueur à Lorient, il devient entraîneur à Fourmies. À la même époque, il possède une affaire de transport tout près de Maubeuge. En 1968, il est contacté par le président de Saint-Dizier, M. Jacquemin, pour devenir entraîneur du club. Il y reste jusqu'en 1983 occupant de nombreuses fonctions comme superviseur des adversaires du COSD.
En 1984, il devient entraîneur de l'US Éclaron, une équipe de DH à côté de Saint-Dizier.

## Carrière de joueur
- 1953-1957 : UA Sedan-Torcy
- 1957-1959 : US Forbach
- 1959-1961 : FC Nantes[4]

## Carrière d'entraîneur
- 1961-1967 : FC Lorient
- 1967-1968 : US Fourmies
- 1968-? : CO Saint-Dizier
- 1984-? : US Éclaron

## Palmarès
- International A le 30 mai 1954 (Belgique-France, 3-3)
- Vainqueur de la Coupe de France en 1956 (avec l'UA Sedan-Torcy)